# ベンヴィンド・モレノ
ベンヴィンド・アントニオ・ドス・サントス・モレノ（Benvindo António dos Santos Moreno 、1989年11月10日 - ）は、ギニアビサウ・ビサウ出身のプロサッカー選手。現在は無所属。ポジションは、ミッドフィールダー。

## クラブ歴
2008年8月24日、セグンダ・リーガのヴィゼラ戦でプロデビューを果たした。